# 2024-es Formula–1 amerikai nagydíj
Az amerikai nagydíj a 2024-es Formula–1 világbajnokság tizenkilencedik futama volt, amelyet 2024. október 18. és október 20. között rendeztek meg a Circuit of the Americas versenypályán, Austinban.

## Választható keverékek
| Abroncs              | Friss | Használt |
| -------------------- | ----- | -------- |
| Kemény keverék (C2)  |       |          |
| Közepes keverék (C3) |       |          |
| Lágy keverék (C4)    |       |          |
| Átmeneti esőgumi (I) |       |          |
| Teljes esőgumi (W)   |       |          |

## Szabadedzés
Az amerikai nagydíj első szabadedzését október 18-án, péntek délután tartották, magyar idő szerint 19:30-tól.
| helyezés | versenyző        | csapat/motor                 | elért idő | különbség | futott kör |
| -------- | ---------------- | ---------------------------- | --------- | --------- | ---------- |
| 1        | Carlos Sainz Jr. | Ferrari                      | 1:33,602  |           | 25         |
| 2        | Charles Leclerc  | Ferrari                      | 1:33,623  | +0,021    | 27         |
| 3        | Max Verstappen   | Red Bull Racing-Honda RBPT   | 1:33,855  | +0,253    | 23         |
| 4        | Lando Norris     | McLaren-Mercedes             | 1:33,868  | +0,266    | 25         |
| 5        | Oscar Piastri    | McLaren-Mercedes             | 1:33,908  | +0,306    | 26         |
| 6        | Lewis Hamilton   | Mercedes                     | 1:33,963  | +0,361    | 22         |
| 7        | George Russell   | Mercedes                     | 1:34,093  | +0,491    | 27         |
| 8        | Kevin Magnussen  | Haas-Ferrari                 | 1:34,096  | +0,494    | 24         |
| 9        | Fernando Alonso  | Aston Martin Aramco-Mercedes | 1:34,112  | +0,510    | 24         |
| 10       | Cunoda Júki      | RB-Honda RBPT                | 1:34,313  | +0,711    | 20         |
| 11       | Nico Hülkenberg  | Haas-Ferrari                 | 1:34,364  | +0,762    | 24         |
| 12       | Pierre Gasly     | Alpine-Renault               | 1:34,375  | +0,773    | 24         |
| 13       | Liam Lawson      | RB-Honda RBPT                | 1:34,443  | +0,841    | 28         |
| 14       | Alexander Albon  | Williams-Mercedes            | 1:34,618  | +1,016    | 26         |
| 15       | Lance Stroll     | Aston Martin Aramco-Mercedes | 1:34,619  | +1,017    | 24         |
| 16       | Sergio Pérez     | Red Bull Racing-Honda RBPT   | 1:34,638  | +1,036    | 24         |
| 17       | Esteban Ocon     | Alpine-Renault               | 1:34,806  | +1,204    | 24         |
| 18       | Valtteri Bottas  | Kick Sauber-Ferrari          | 1:35,041  | +1,439    | 27         |
| 19       | Franco Colapinto | Williams-Mercedes            | 1:35,248  | +1,646    | 27         |
| 20       | Csou Kuan-jü     | Kick Sauber-Ferrari          | 1:37,219  | +3,617    | 15         |

## Sprintidőmérő
Az amerikai nagydíj sprintidőmérőjét október 18-án, péntek éjszaka tartották, magyar idő szerint 23:30-tól.
| helyezés | rajtszám | versenyző        | csapat/motor                 | 1. rész  | 2. rész    | 3. rész  | rajthely | futott kör |
| -------- | -------- | ---------------- | ---------------------------- | -------- | ---------- | -------- | -------- | ---------- |
| 1        | 1        | Max Verstappen   | Red Bull Racing-Honda RBPT   | 1:33,908 | 1:33,290   | 1:32,833 | 1        | 12         |
| 2        | 63       | George Russell   | Mercedes                     | 1:34,125 | 1:33,544   | 1:32,845 | 2        | 14         |
| 3        | 16       | Charles Leclerc  | Ferrari                      | 1:33,647 | 1:33,392   | 1:33,059 | 3        | 12         |
| 4        | 4        | Lando Norris     | McLaren-Mercedes             | 1:33,919 | 1:33,566   | 1:33,083 | 4        | 14         |
| 5        | 55       | Carlos Sainz Jr. | Ferrari                      | 1:34,109 | 1:33,274   | 1:33,089 | 5        | 12         |
| 6        | 27       | Nico Hülkenberg  | Haas-Ferrari                 | 1:34,825 | 1:33,994   | 1:33,183 | 6        | 14         |
| 7        | 44       | Lewis Hamilton   | Mercedes                     | 1:34,840 | 1:33,370   | 1:33,378 | 7        | 12         |
| 8        | 20       | Kevin Magnussen  | Haas-Ferrari                 | 1:34,403 | 1:33,788   | 1:33,398 | 8        | 14         |
| 9        | 22       | Cunoda Júki      | RB-Honda RBPT                | 1:34,646 | 1:34,052   | 1:33,802 | 9        | 12         |
| 10       | 43       | Franco Colapinto | Williams-Mercedes            | 1:34,606 | 1:33,952   | 1:34,406 | 10       | 15         |
| 11       | 11       | Sergio Pérez     | Red Bull Racing-Honda RBPT   | 1:34,333 | 1:34,244   |          | 11       | 9          |
| 12       | 10       | Pierre Gasly     | Alpine-Renault               | 1:34,865 | 1:34,363   |          | 12       | 9          |
| 13       | 18       | Lance Stroll     | Aston Martin Aramco-Mercedes | 1:34,324 | idő nélkül |          | 13       | 9          |
| 14       | 14       | Fernando Alonso  | Aston Martin Aramco-Mercedes | 1:34,436 | idő nélkül |          | 14       | 9          |
| 15       | 30       | Liam Lawson      | RB-Honda RBPT                | 1:34,617 | idő nélkül |          | 15       | 9          |
| 16       | 81       | Oscar Piastri    | McLaren-Mercedes             | 1:34,881 |            |          | 16       | 6          |
| 17       | 31       | Esteban Ocon     | Alpine-Renault               | 1:34,917 |            |          | 17       | 6          |
| 18       | 23       | Alexander Albon  | Williams-Mercedes            | 1:35,054 |            |          | 18       | 6          |
| 19       | 77       | Valtteri Bottas  | Kick Sauber-Ferrari          | 1:35,148 |            |          | 19       | 6          |
| 20       | 24       | Csou Kuan-jü     | Kick Sauber-Ferrari          | 1:36,472 |            |          | 20       | 6          |

## Sprintfutam
| helyezés | rajtszám | versenyző        | csapat/motor                 | futott kör | idő/kiesés oka | rajthely | pont |
| -------- | -------- | ---------------- | ---------------------------- | ---------- | -------------- | -------- | ---- |
| 1        | 1        | Max Verstappen   | Red Bull Racing-Honda RBPT   | 19         | 31:06,146      | 1        | 8    |
| 2        | 55       | Carlos Sainz Jr. | Ferrari                      | 19         | +3,882         | 5        | 7    |
| 3        | 4        | Lando Norris     | McLaren-Mercedes             | 19         | +6,240         | 4        | 6    |
| 4        | 16       | Charles Leclerc  | Ferrari                      | 19         | +6,956         | 3        | 5    |
| 5        | 63       | George Russell   | Mercedes                     | 19         | +15,766        | 2        | 4    |
| 6        | 44       | Lewis Hamilton   | Mercedes                     | 19         | +18,724        | 7        | 3    |
| 7        | 20       | Kevin Magnussen  | Haas-Ferrari                 | 19         | +25,161        | 8        | 2    |
| 8        | 27       | Nico Hülkenberg  | Haas-Ferrari                 | 19         | +26,588        | 6        | 1    |
| 9        | 11       | Sergio Pérez     | Red Bull Racing-Honda RBPT   | 19         | +29,950        | 11       | 0    |
| 10       | 81       | Oscar Piastri    | McLaren-Mercedes             | 19         | +37,059        | 16       | 0    |
| 11       | 22       | Cunoda Júki      | RB-Honda RBPT                | 19         | +38,363        | 9        |      |
| 12       | 43       | Franco Colapinto | Williams-Mercedes            | 19         | +39,460        | 10       |      |
| 13       | 18       | Lance Stroll     | Aston Martin Aramco-Mercedes | 19         | +41,236        | 13       |      |
| 14       | 10       | Pierre Gasly     | Alpine-Renault               | 19         | +41,995        | 12       |      |
| 15       | 31       | Esteban Ocon     | Alpine-Renault               | 19         | +42,805        | 17       |      |
| 16       | 30       | Liam Lawson      | RB-Honda RBPT                | 19         | +44,008        | 15       |      |
| 17       | 23       | Alexander Albon  | Williams-Mercedes            | 19         | +44,564        | boxutca  |      |
| 18       | 14       | Fernando Alonso  | Aston Martin Aramco-Mercedes | 19         | +46,807        | 14       |      |
| 19       | 24       | Csou Kuan-jü     | Sauber-Ferrari               | 19         | +52,842        | 19       |      |
| 20       | 77       | Valtteri Bottas  | Sauber-Ferrari               | 19         | +54,476        | 18       |      |

## Időmérő edzés
| helyezés | rajtszám | versenyző        | csapat/motor                 | 1. rész  | 2. rész    | 3. rész    | rajthely | futott kör |
| -------- | -------- | ---------------- | ---------------------------- | -------- | ---------- | ---------- | -------- | ---------- |
| 1        | 4        | Lando Norris     | McLaren-Mercedes             | 1:33,616 | 1:32,851   | 1:32,330   | 1        | 16         |
| 2        | 1        | Max Verstappen   | Red Bull Racing-Honda RBPT   | 1:33,046 | 1:32,584   | 1:32,361   | 2        | 17         |
| 3        | 55       | Carlos Sainz Jr. | Ferrari                      | 1:33,556 | 1:32,836   | 1:32,652   | 3        | 19         |
| 4        | 16       | Charles Leclerc  | Ferrari                      | 1:33,241 | 1:32,962   | 1:32,740   | 4        | 20         |
| 5        | 81       | Oscar Piastri    | McLaren-Mercedes             | 1:33,864 | 1:33,057   | 1:32,950   | 5        | 19         |
| 6        | 63       | George Russell   | Mercedes                     | 1:33,536 | 1:33,142   | 1:32,974   | boxutca  | 15         |
| 7        | 10       | Pierre Gasly     | Alpine-Renault               | 1:33,550 | 1:33,162   | 1:33,018   | 6        | 20         |
| 8        | 14       | Fernando Alonso  | Aston Martin Aramco-Mercedes | 1:33,973 | 1:33,429   | 1:33,309   | 7        | 18         |
| 9        | 20       | Kevin Magnussen  | Haas-Ferrari                 | 1:33,564 | 1:33,474   | 1:33,481   | 8        | 17         |
| 10       | 11       | Sergio Pérez     | Red Bull Racing-Honda RBPT   | 1:33,611 | 1:33,020   | idő nélkül | 9        | 17         |
| 11       | 22       | Cunoda Júki      | RB-Honda RBPT                | 1:33,795 | 1:33,506   |            | 10       | 14         |
| 12       | 27       | Nico Hülkenberg  | Haas-Ferrari                 | 1:33,601 | 1:33,544   |            | 11       | 12         |
| 13       | 31       | Esteban Ocon     | Alpine-Renault               | 1:33,986 | 1:33,597   |            | 12       | 15         |
| 14       | 18       | Lance Stroll     | Aston Martin Aramco-Mercedes | 1:34,033 | 1:33,759   |            | 13       | 14         |
| 15       | 30       | Liam Lawson      | RB-Honda RBPT                | 1:33,339 | idő nélkül |            | 19       | 11         |
| 16       | 23       | Alexander Albon  | Williams F1-Mercedes         | 1:34,051 |            |            | 14       | 8          |
| 17       | 43       | Franco Colapinto | Williams-Mercedes            | 1:34,062 |            |            | 15       | 6          |
| 18       | 77       | Valtteri Bottas  | Kick Sauber-Ferrari          | 1:34,152 |            |            | 16       | 9          |
| 19       | 44       | Lewis Hamilton   | Mercedes                     | 1:34,154 |            |            | 17       | 6          |
| 20       | 24       | Csou Kuan-jü     | Kick Sauber-Ferrari          | 1:34,228 |            |            | 18       | 9          |

## Futam
| helyezés | rajtszám | versenyző        | csapat/motor                 | futott kör | idő/kiesés oka | rajthely | pont |
| -------- | -------- | ---------------- | ---------------------------- | ---------- | -------------- | -------- | ---- |
| 1        | 16       | Charles Leclerc  | Ferrari                      | 56         | 1:35:09,639    | 4        | 25   |
| 2        | 55       | Carlos Sainz Jr. | Ferrari                      | 56         | +8,562         | 3        | 18   |
| 3        | 1        | Max Verstappen   | Red Bull Racing-Honda RBPT   | 56         | +19,412        | 2        | 15   |
| 4        | 4        | Lando Norris     | McLaren-Mercedes             | 56         | +20,354        | 1        | 12   |
| 5        | 81       | Oscar Piastri    | McLaren-Mercedes             | 56         | +21,921        | 5        | 10   |
| 6        | 63       | George Russell   | Mercedes                     | 56         | +56,295        | boxutca  | 8    |
| 7        | 11       | Sergio Pérez     | Red Bull Racing-Honda RBPT   | 56         | +59,072        | 9        | 6    |
| 8        | 27       | Nico Hülkenberg  | Haas-Ferrari                 | 56         | +1:02,957      | 11       | 4    |
| 9        | 30       | Liam Lawson      | RB-Honda RBPT                | 56         | +1:10,563      | 19       | 2    |
| 10       | 43       | Franco Colapinto | Williams-Mercedes            | 56         | +1:11,979      | 15       | 1    |
| 11       | 20       | Kevin Magnussen  | Haas-Ferrari                 | 56         | +1:19,782      | 8        |      |
| 12       | 10       | Pierre Gasly     | Alpine-Renault               | 56         | +1:30,558      | 6        |      |
| 13       | 14       | Fernando Alonso  | Aston Martin Aramco-Mercedes | 55         | +1 kör         | 7        |      |
| 14       | 22       | Cunoda Júki      | RB-Honda RBPT                | 55         | +1 kör         | 10       |      |
| 15       | 18       | Lance Stroll     | Aston Martin Aramco-Mercedes | 55         | +1 kör         | 13       |      |
| 16       | 23       | Alexander Albon  | Williams-Mercedes            | 55         | +1 kör         | 14       |      |
| 17       | 77       | Valtteri Bottas  | Sauber-Ferrari               | 55         | +1 kör         | 16       |      |
| 18       | 31       | Esteban Ocon     | Alpine-Renault               | 55         | +1 kör         | 12       |      |
| 19       | 24       | Csou Kuan-jü     | Sauber-Ferrari               | 55         | +1 kör         | 18       |      |
| Ki       | 44       | Lewis Hamilton   | Mercedes                     | 1          | kicsúszás      | 17       |      |